# Liste der Naturdenkmale in Michelfeld
| Naturdenkmale | Anzahl |
| ------------- | ------ |
| FND           | 23     |
| END           | 3      |
| Gesamt        | 26     |

Die Liste der Naturdenkmale in Michelfeld nennt die verordneten Naturdenkmale (ND) der im baden-württembergischen Landkreis Schwäbisch Hall liegenden Gemeinde Michelfeld. In Michelfeld gibt es insgesamt 26 als Naturdenkmal geschützte Objekte, davon 23 flächenhafte Naturdenkmale (FND) und 3 Einzelgebilde-Naturdenkmale (END).
Stand: 1. November 2016.

## Flächenhafte Naturdenkmale (FND)
| Name                                                 | Bild | Kennung     | Einzelheiten           | Position | Fläche Hektar | Datum         |
| ---------------------------------------------------- | ---- | ----------- | ---------------------- | -------- | ------------- | ------------- |
| Alte „Rote Steige“ Landheg u. Hangwald               | BW   | 81270590021 | Michelfeld             | ⊙        | 5,0           | 16. Mai 1989  |
| Aufgelassener Steinbruch nördl.Blindheim             | BW   | 81270590027 | Michelfeld             | ⊙        | 0,3           | 30. Jan. 1992 |
| Birkenwäldchen im alten Sandbruch                    | BW   | 81270590010 | Michelfeld             | ⊙        | 0,5           | 16. Sep. 1985 |
| Doline mit Feuchtgebiet in den Grauwiesen            | BW   | 81270590014 | Michelfeld             | ⊙        | 0,4           | 16. Mai 1989  |
| Ehemaliger Steinbruch westl.Witzmannsweiler          | BW   | 81270590026 | Michelfeld             | ⊙        | 0,2           | 30. Jan. 1992 |
| Feldgehölz am Hungerberg                             | BW   | 81270590024 | Michelfeld             | ⊙        | 0,4           | 16. Mai 1989  |
| Feuchtgebiet am Böllbach                             | BW   | 81270590008 | Michelfeld             | ⊙        | 2,7           | 30. Jan. 1992 |
| Forsthaussee                                         | BW   | 81270590002 | Michelfeld             | ⊙        | 2,6           | 10. März 1967 |
| Hohlweg, Landheg u. Feldgehölz am Hungerberg         | BW   | 81270590019 | Michelfeld             | ⊙        | 1,1           | 16. Mai 1989  |
| Hohlweg u. Waldrand im Gewann Rebstock               | BW   | 81270590016 | Michelfeld             | ⊙        | 0,5           | 16. Mai 1989  |
| Hohlwege, Waldsaum u. Hangwald im Gew. „Steigwäldle“ | BW   | 81270590018 | Michelfeld             | ⊙        | 3,4           | 16. Mai 1989  |
| Kuhseen im Streifleswald                             | BW   | 81270590011 | Michelfeld             | ⊙        | 1,5           | 30. Jan. 1992 |
| Landheg im Elsenhau bei Rinnen                       | BW   | 81270590023 | Michelfeld             | ⊙        | 1,1           | 16. Mai 1989  |
| Landheg im Heiligenholz südwestl. von Gnadental      | BW   | 81270590017 | Michelfeld             | ⊙        | 0,5           | 16. Mai 1989  |
| Landheg u. Feuchtgebiet im Dietrichschlag            | BW   | 81270590022 | Michelfeld             | ⊙        | 0,9           | 16. Mai 1989  |
| Moorwiese bei Neunkirchen                            | BW   | 81270590005 | Michelfeld             | ⊙        | 0,7           | 24. Okt. 1983 |
| Pflanzenstandorte im Streifleswald                   | BW   | 81270590015 | Michelfeld             | ⊙        | 0,9           | 30. Jan. 1992 |
| Steilhang mit Landhegparzelle bei Schuppach          | BW   | 81270590025 | Michelfeld             | ⊙        | 2,9           | 30. Sep. 1988 |
| Steilhang mit Landhegparzelle                        | BW   | 81260690009 | Pfedelbach, Michelfeld | ⊙        | 2,3           | 30. Sep. 1988 |
| Streuwiese Halmahd                                   | BW   | 81270590006 | Michelfeld             | ⊙        | 1,1           | 24. Okt. 1983 |
| Tümpel bei Witzmannsweiler                           | BW   | 81270590007 | Michelfeld             | ⊙        | 0,3           | 16. Sep. 1985 |
| Waldsaum u. Landheg im Gew.Sandäcker                 | BW   | 81270590020 | Michelfeld             | ⊙        | 3,9           | 16. Mai 1989  |
| Weiher mit Verlandungsges. im Gewann Eichelgern      | BW   | 81270590013 | Michelfeld             | ⊙        | 0,2           | 16. Mai 1989  |
| Legende für Naturdenkmal                             |      |             |                        |          |               |               |

## Einzelgebilde (END)
| Name                                  | Bild | Kennung     | Einzelheiten                                           | Position | Fläche Hektar | Datum         |
| ------------------------------------- | ---- | ----------- | ------------------------------------------------------ | -------- | ------------- | ------------- |
| 1 Eiche am Dornhäule                  | BW   | 81270590003 | Michelfeld                                             | ⊙        | 0,0           | 24. Okt. 1983 |
| 1 Eiche im Gewann Elswasen bei Rinnen | BW   | 81270590012 | Michelfeld                                             | ⊙        | 0,0           | 16. Mai 1989  |
| 1 Winterlinde beim Landturm           | BW   | 81270590001 | Michelfeld Nicht mehr in der LUBW-Datenbank vorhanden. | ⊙        | 0,0           | 23. Dez. 1975 |
| Legende für Naturdenkmal              |      |             |                                                        |          |               |               |